# Флора Шифлер
Флора Шифлер је била богата и лепа жена из грађанског друштва. Живела је у Врбасу.

## Биографија
Рођена је у Новом Врбасу 24. априла 1888. године. Била је кћерка Адама Шифлера и Катарине Шифлер, рођене Краусвурт. 
Први пут се удала за Јохана Ноенмајера, сина Јакаба и Катарине Ноенмајер рођене Кирст, рођеног 20. маја 1884. године у Новом Врбасу. Брак је склопљен 14. децембра 1907. године. Јохан је 1914. године мобилисан у Аустро-Угарску војску у Првом светском рату. Из рата се никада није вратио и водио се као нестао.
Одлуком суда 2013. године утврђен је датум његове смрти, 11. новембар 1918. године.
Флора се удала други пут за Корнела Петера Румпфа 26. јуна 1924. године. Овај брак је трајао све до Корнелове смрти 17. јуна 1926. године. 
Трећи пут, Флора се удаје за Филипа Шмита 15. септембра 1928. године. Од њега се разводи већ наредне, 1929. године.
Четврти брак, Флора је засновала 12. априла 1930. године са Рудолфом Јаначиком. 
Ни у једном од четири брака није имала порода. 
Умрла је у Врбасу 4. фебруара 1977. године.
Након Флорине смрти 1977. године, Рудолф Јаначик венчао се са Ержебет Тот из Малог Иђоша. Након смрти Рудолфа Јаначика, Ержебет је живела у кући Шифлерових у улици Маршала Тита 12 у Врбасу. 
Након смрти Ержебет Јаначек, Флорина имовина је поклоњена музеју.

## Галерија
- Венчање Флоре Шифлер и њеног првог супруга Јохана Ноенмајера, 1907. године
- Флора са првим супругом и родитељима око 1907. године
- Коњска запрега испред Флорине породичне куће
- Личне ствари, изложене у сталној поставци: Кутија за шешир, рукавице, сребрна торбица, маникир и увијач за косу
- Читуља другом супругу Флоре Шифлер, Корнелу Румпфу из 1926. године
- Читуља Адаму Шифлер, Флорином оцу из 1911. године
- Читуља Катарини Шифлер, Флориној мајци из 1926. године
- Читуља Адаму Шифлеру, Флорином деди из 1898. године

## Извор
Службена белешка Културног центра Врбаса, Градског музеја, сачињена 16.11.2017.